# Костелец у Херманувом Мјестецу
Костелец у Херманувом Мјестецу (чеш. Kostelec u Heřmanova Městce) је насељено мјесто са административним статусом сеоске општине (чеш. obec) у округу Хрудим, у Пардубичком крају, Чешка Република.

## Становништво
Према подацима о броју становника из 2014. године насеље је имало 328 становника.